# Neues Wiener Tagblatt
Das Neue Wiener Tagblatt war eine von 1867 bis 1945 in Wien erscheinende Tageszeitung. Es zählte zu den auflagenstärksten Zeitungen Österreichs vor 1938.

## Geschichte
Die Zeitung wurde von Eduard Mayer als Nachfolger des Wiener Journals gegründet. Die erste Ausgabe erschien am 10. März 1867, im Jahr des Ausgleichs mit Ungarn und der Erlassung der bis 1918 gültigen so genannten Dezemberverfassung. Bereits am 13. Juli 1867 übernahm der Verleger Moritz Szeps, der die Zeitung Morgen-Post im Streit verlassen hatte, die Leitung. Ab 1870 unterstützte er  Josef Schöffel mit einer Kampagne in dessen erfolgreichem Kampf um den Wienerwald. Szeps' Verbindung zu Kronprinz Rudolf bewirkte, dass im Blatt immer wieder anonymisierte politische Texte des Kronprinzen erscheinen konnten, in denen dieser für die liberale, fortschrittliche Entwicklung Österreichs eintrat.
Szeps blieb bis 15. Mai 1872 Alleineigentümer und Herausgeber des Blattes, brachte das Blatt dann in den von ihm 1872 mitgegründeten Steyrermühl-Verlag ein und blieb bis 15. Oktober 1886 als Aktionär Herausgeber der Zeitung. Sein pointierter und westeuropäisch orientierter Liberalismus entsprach in den 1880er Jahren aber nach Meinung der anderen Aktionäre nicht mehr dem Zeitgeist, weshalb sie Szeps zum Ausscheiden aus der AG drängten.
Die Zeitung war von 1874 an das auflagenstärkste Blatt von Wien und hatte überregionale Bedeutung. Sie war deutschliberal und antimarxistisch eingestellt, entwickelte aber in der Monarchie keine klare Haltung zu den sich bildenden Massenparteien der Christlichsozialen und der Sozialdemokraten.
Im März 1888 drang Georg Heinrich Ritter von Schönerer, der Führer der Deutschnationalen mit 28 Gleichgesinnten in die Redaktion des Neuen Wiener Tagblattes ein, bedrohte und schlug die Redakteure. Es kam zu einer Anzeige und Beantragung eines Haftbefehls gegen Schönerer. Vor Gericht sagten die Angestellten der Redaktion aus, Schönerer hätte gerufen: „Der Tag der Rache ist gekommen!“ Schönerer wurde am 5. Mai 1888 zu einer viermonatigen Kerkerstrafe verurteilt. Der Angriff auf die Redaktion wird heute als erster Akt „rechten Terrors“ qualifiziert. (Michael Wladika: Hitlers Vätergeneration. Böhlau, Wien 2005)
In der Ersten Republik  wurde das vom Steyrermühl-Konzern publizierte Blatt zum politischen Sprachrohr Rudolf Siegharts, des autokratischen Leiters der Bodencreditanstalt, die Steyrermühl finanzierte.  Die Blattlinie unterstützte die Heimwehren und die Politik der Christlichsozialen Partei. Daran änderte sich auch nach dem im Oktober 1929 erfolgten Zusammenbruch der Bodencreditanstalt und Siegharts Rückzug nichts.
Die Ausschaltung des Parlaments im März 1933 wurde von der Zeitung begrüßt, obwohl sie Sorgen um die Erhaltung der Meinungsfreiheit kundtat. Nach dem Februaraufstand 1934 enthielt sich das Blatt in der Ständestaatsdiktatur jeglicher Stellungnahme.

## Enteignung und Umstrukturierung 1938
Nach dem Anschluss Österreichs an das nationalsozialistische Deutschland im März 1938 wurde die Zeitung dem NS-Propagandaapparat sofort dienstbar gemacht. Chefredakteur Emil Löbl war noch am Abend des 11. März 1938, vor dem Einmarsch der Wehrmacht, abgelöst und durch einen NS-Parteigänger ersetzt worden. Am 27. Juli 1938 mussten die Inhaber der Zeitung das Blatt an eine Berliner Treuhandfirma verkaufen, die es am  15. September 1938 in die neue Ostmärkische Zeitungsverlagsgesellschaft einbrachte, hinter deren Strohmann der NSDAP-Verlag, der Franz-Eher-Verlag, steckte.
Mit 31. Jänner 1939 wurde das Neue Wiener Journal eingestellt und gemeinsam mit dem Traditionsblatt Neue Freie Presse in das Neue Wiener Tagblatt eingebunden. Die letzte Ausgabe der Zeitung erschien am 7. April 1945, als die Schlacht um Wien begann, mit der die Rote Armee die Stadt vom NS-Regime befreite.

## Tagblatt-Archiv
Das umfangreiche Tagblatt-Archiv war das einzige Wiener Zeitungsarchiv, das den Krieg überstand. Es wurde 1945 zunächst vom kommunistischen Globus-Verlag übernommen, der von der sowjetischen Besatzungsmacht als Nutzer von Steyrermühlstrukturen bestimmt wurde, und dann von der Kammer für Arbeiter und Angestellte Wien übernommen. Seit 2002 befindet sich das Tagblatt-Archiv im Bestand der Wienbibliothek im Rathaus.

## Mitarbeiter
Bedeutende Mitarbeiter waren unter anderen Hermann Bahr, Werner Bergengruen, Franz Karl Ginzkey, Ludwig Karpath, Ernst Mach, Eduard Pötzl, Heinrich Pollak, Karl Tschuppik und Fritz Sänger.
Chefredakteure:
- Eduard Mayer (10. März 1867 bis 13. Juli 1867)
- Moritz Szeps (bis 15. Oktober 1886)
- Moriz Wengraf (bis Oktober 1891)
- Wilhelm Singer (bis 10. Oktober 1917)
- Emil Löbl (bis 11. März 1938)
- Heinrich Eichinger (bis 19. März 1938)
- Erwin H. Rainalter (bis 4. Juli 1939)
- Walter Petwaidic (bis 30. November 1940)
- Otto Häcker (1. April 1941 bis 5. April 1945)